# Płetwal błękitny
Płetwal błękitny (Balaenoptera musculus) – gatunek ssaka morskiego z rodziny płetwalowatych (Balaenopteridae). Największe znane zwierzę w historii Ziemi. Po raz pierwszy został opisany przez szkockiego lekarza Roberta Sibbalda w 1697 roku. Płetwal błękitny ma dwa otwory nosowe, małą płetwę grzbietową w tylnej części ciała i dużą płetwę ogonową z wyraźnym wcięciem pośrodku. Dawniej w oceanach żyło wiele osobników tego gatunku. Masowe polowania na wieloryby w XX stuleciu sprawiły, że populacja płetwali błękitnych zmniejszyła się wielokrotnie. Jedynym naturalnym wrogiem płetwala jest orka oceaniczna.

## Taksonomia
Gatunek po raz pierwszy zgodnie z zasadami nazewnictwa binominalnego opisał w 1758 roku szwedzki przyrodnik Karol Linneusz, nadając mu nazwę Balæna Musculus. Miejsce typowe to zatoka Firth of Forth, w Szkocji, w Wielkiej Brytanii. Linneusz nie wskazał okazu typowego, swój opis oparł na starszych opracowaniach.
Genetyczne wsparcie dla odrębności poszczególnych podgatunków B. musculus jest stosunkowo słabe i potrzeba więcej badań, aby potwierdzić ich status. Może istnieć nieopisany piąty podgatunek w tropikalnym wschodnim Oceanie Spokojnym od archipelagu Galapagos i na południe wzdłuż wybrzeża Chile. Autorzy Illustrated Checklist of the Mammals of the World rozpoznają cztery podgatunki. Podstawowe dane taksonomiczne podgatunków (oprócz nominatywnego) przedstawia poniższa tabelka:
| Podgatunek       | Oryginalna nazwa                 | Autor i rok opisu | Miejsce typowe                                           |
| ---------------- | -------------------------------- | ----------------- | -------------------------------------------------------- |
| B. m. brevicauda | Balaenoptera musculus brevicauda | Ichihara, 1966    | Ocean Południowy (49°59′S 28°25′E/-49,983333 28,416667). |
| B. m. indica     | Balænoptera indica               | Blyth, 1859       | Sordip, Zatoka Bengalska, Indie.                         |
| B. m. intermedia | Balænoptera intermedia           | Burmeister, 1871  | Niedaleko ujścia rzeki Lujan, Buenos Aires, Argentyna.   |

### Etymologia
- Balaenoptera: rodzaj Balaena Linnaeus, 1758 (wal); gr. πτερον pteron „płetwa”[43].
- musculus: łac. musculus „mięsień, muskuł”[44].
- brevicauda: łac. brevis „krótki”; cauda „ogon”[45].
- indica: łac. Indicus „indyjski”, od India „Indie”[46].
- intermedia: łac. intermedius „pośredni”[47].

## Zasięg występowania
Płetwal błękitny występuje w wodach całego świata zamieszkując w zależności od podgatunku:
- B. musculus musculus – płetwal błękitny – północny Ocean Atlantycki i północny Ocean Spokojny.
- B. musculus brevicauda – płetwal krótkoogonowy – Ocean Indyjski i południowo-zachodni Ocean Spokojny wokół Australii.
- B. musculus indica – płetwal indyjski – północny Ocean Indyjski od Somalii po Malediwy.
- B. musculus intermedia – płetwal pośredni – Ocean Południowy.

## Morfologia
Długość ciała 3170–3260 cm; masa ciała 113 000–150 000 kg. Występuje dymorfizm płciowy – dorosłe samice płetwali błękitnych są większe od samców i są największymi zwierzętami, jakie kiedykolwiek żyły na Ziemi, z możliwym wyjątkiem eoceńskiego prawalenia Perucetus colossus. Całkowitą długość i masę ciała szacuje się na 3260 cm i 113 000 kg dla płetwala błękitnego (B. m. musculus) oraz 2300 cm i 69 000 kg dla płetwala krótkoogonowego (B. m. brevicauda). Chociaż starsza literatura naukowa podaje całkowitą długość ciała do 3300 cm dla antarktycznych płetwali błękitnych, pomiary te są wątpliwe, ponieważ zostały wykonane niestandardowymi metodami na stacjach wielorybniczych. To samo można powiedzieć o masie ciała podanej w niektórych raportach i wynoszącej 190 000 kg. Zazwyczaj noworodki osiągają długość ciała 600–700 cm przy masie około 2000–3000 kg. Ubarwienie błękitnoszare, skóra może być cętkowana.

## Ekologia
Występuje w wodach wszystkich oceanów, głównie w strefie pelagialu, u wybrzeży widywany sporadycznie. Odbywa wędrówki sezonowe, w okresie letnim przemieszcza się w ślad za topniejącym lodem.

### Pożywienie
Płetwal błękitny żywi się planktonem, głównie krylem, którego dziennie połyka 16 ton. Pożywienie najczęściej chwyta nurkując. Największe ilości planktonu występują w wodach podbiegunowych. Pływając w pobliżu Oceanu Arktycznego odżywia się trzema gatunkami raków. Nie gardzi też rybami. W okresie godowym, który przypada zimą, płetwale wędrują na wody tropikalne, gdzie z powodu braku żywności zmuszone są do „postu”.

### Rozród i młode

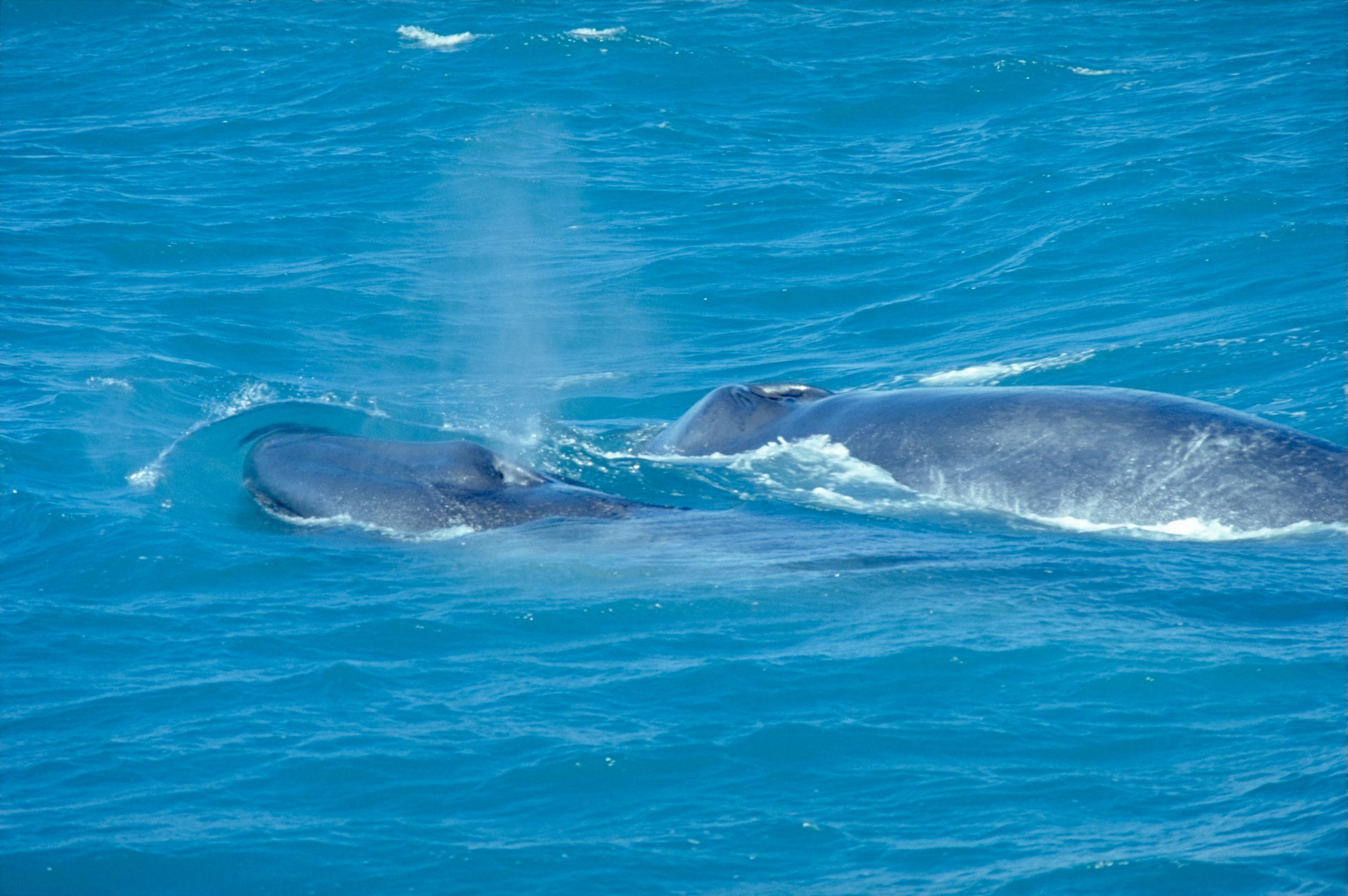
Matka z młodym

Samica płetwala błękitnego rodzi raz na 2–3 lata. Ciąża trwa 340–366 dni, w miocie przychodzi na świat jedno młode. Okres godowy przypada na okres zimowy. Noworodek rodzi się w strefie równikowej, gdyż ma za słabo wykształconą warstwę tłuszczową, by przeżyć w wodach Arktyki lub Antarktyki. Mierzy 7 m długości i waży od 2,5 do 3 ton. Młody osobnik żywi się mlekiem matki, wypija go 200–300 litrów dziennie. Laktacja trwa 7 miesięcy. Potem fiszbiny są na tyle rozwinięte, że młode może samo chwytać pokarm. Samice w tym czasie tracą 25% masy ciała.

## Odgłosy płetwali błękitnych
Płetwal błękitny potrafi wydawać dźwięki o natężeniu 190 decybeli, słyszalne przez inne płetwale z odległości ponad 800 km[niewiarygodne źródło?]. Oprócz echolokacji w zakresie ultradźwięków, płetwale wytwarzają też dźwięki w celu porozumiewania się między sobą, szczególnie w okresie godowym.
W ogólności, odgłosy wydawane przez walenie obejmują bardzo szeroki zakres długości fal, odpowiadający częstotliwościom od kilkunastu Hz do ultradźwięków. Na tym tle, śpiewy płetwali błękitnych odznaczają się szczególnie niskimi częstotliwościami. Z roku na rok zakres częstotliwości komunikacyjnych płetwali błękitnych systematycznie się zmniejsza (średnio o 31% w czasie od roku 1960 do 2009), prawdopodobnie w związku ze wzrostem obecnego w obszarze wyższych częstotliwości hałasu emitowanego przez statki.
Część śpiewu komunikujących się ze sobą płetwali błękitnych utrzymywana jest z bardzo dużą dokładnością na stałej częstotliwości tonu podstawowego – osobniki synchronizują między sobą emitowane częstotliwości tych tonów, utrzymując ich stałość na poziomie 0,5%. Dla porównania, interwał sekundy małej (np. między dźwiękami c i cis) wynosi ok. 6%.
Zasugerowano, że dzięki tej synchronizacji słyszące się wzajemnie osobniki mogą określić wzajemną prędkość (na podstawie efektu Dopplera).
| (audio)                                      | \| (info) \| \| Atlantyk \| \| (info) \| \| Atlantyk \| \| (info) \| \| Atlantyk \| \| (info) \| \| Północno-wschodni Pacyfik \| \| (info) \| \| Południowy Pacyfik \| \| (info) \| \| Zachodni Pacyfik \| \| Problem ze ściągnięciem pliku? Zobacz pomoc. \| |
| (info)                                       | |
| Atlantyk                                     | |
| (info)                                       | |
| Atlantyk                                     | |
| (info)                                       | |
| Atlantyk                                     | |
| (info)                                       | |
| Północno-wschodni Pacyfik                    | |
| (info)                                       | |
| Południowy Pacyfik                           | |
| (info)                                       | |
| Zachodni Pacyfik                             | |
| Problem ze ściągnięciem pliku? Zobacz pomoc. | |

## Pozostałe informacje
- Język dorosłego płetwala błękitnego waży 2700 kg, a szeroko rozwarta paszcza może pomieścić do 90 ton pożywienia, ale z powodu wąskiego przełyku nie jest w stanie połykać dużych przedmiotów.
- Serce płetwala waży 600 kg, zaś średnica aorty dochodzi do 23 cm.
- Warstwa tłuszczowa płetwala ma 0,5 m grubości.
- Samice zwykle są większe od samców.
- Płetwal błękitny nurkuje na głębokość około 500 m i pozostaje tam do 2 godzin.
- Płetwal błękitny posiada ok. 320 fiszbinów, mierzących 100 cm długości i 55 cm szerokości.
- Szkielet młodego płetwala błękitnego o długości 14,6 m znajduje się w Muzeum Przyrodniczym we Wrocławiu.
- Choć jest to najcięższe zwierzę na Ziemi, nie jest to jednak najdłuższy obecnie żyjący gatunek. Najdłuższym zwierzęciem żyjącym na Ziemi jest Lineus longissimus należący do typu wstężnic (przeciętna długość: 5–15 m, jednak zdarzają się osobniki osiągające nawet 55 m)[58].

## Ochrona
W Czerwonej księdze gatunków zagrożonych Międzynarodowej Unii Ochrony Przyrody i Jej Zasobów został zaliczony do kategorii EN (ang. endangered „zagrożony”); podgatunek intermedia klasyfikowany jest jako CR (ang. critically endangered „krytycznie zagrożony”). Z powodu swoich rozmiarów płetwal błękitny był głównym celem wielorybników. Cenny był szczególnie tłuszcz – tran oraz fiszbiny, z których robiono gorsety. Do połowy XX wieku łącznie zabito około 300 000 tych wielorybów. W 1966 r. objęto je ścisłą ochroną. W tym czasie gatunek był już niemal całkowicie wytępiony. Obecnie jednak liczba płetwali błękitnych powoli wzrasta.